# Лепсари (река)
Ле́псари (Ле́йбсари) (фин. Leppisaari — ольховый остров) — река в России, протекает во Всеволожском районе Ленинградской области. Устье реки находится в 15 км по правому берегу реки Морьи. Длина реки составляет 21 км.

## География

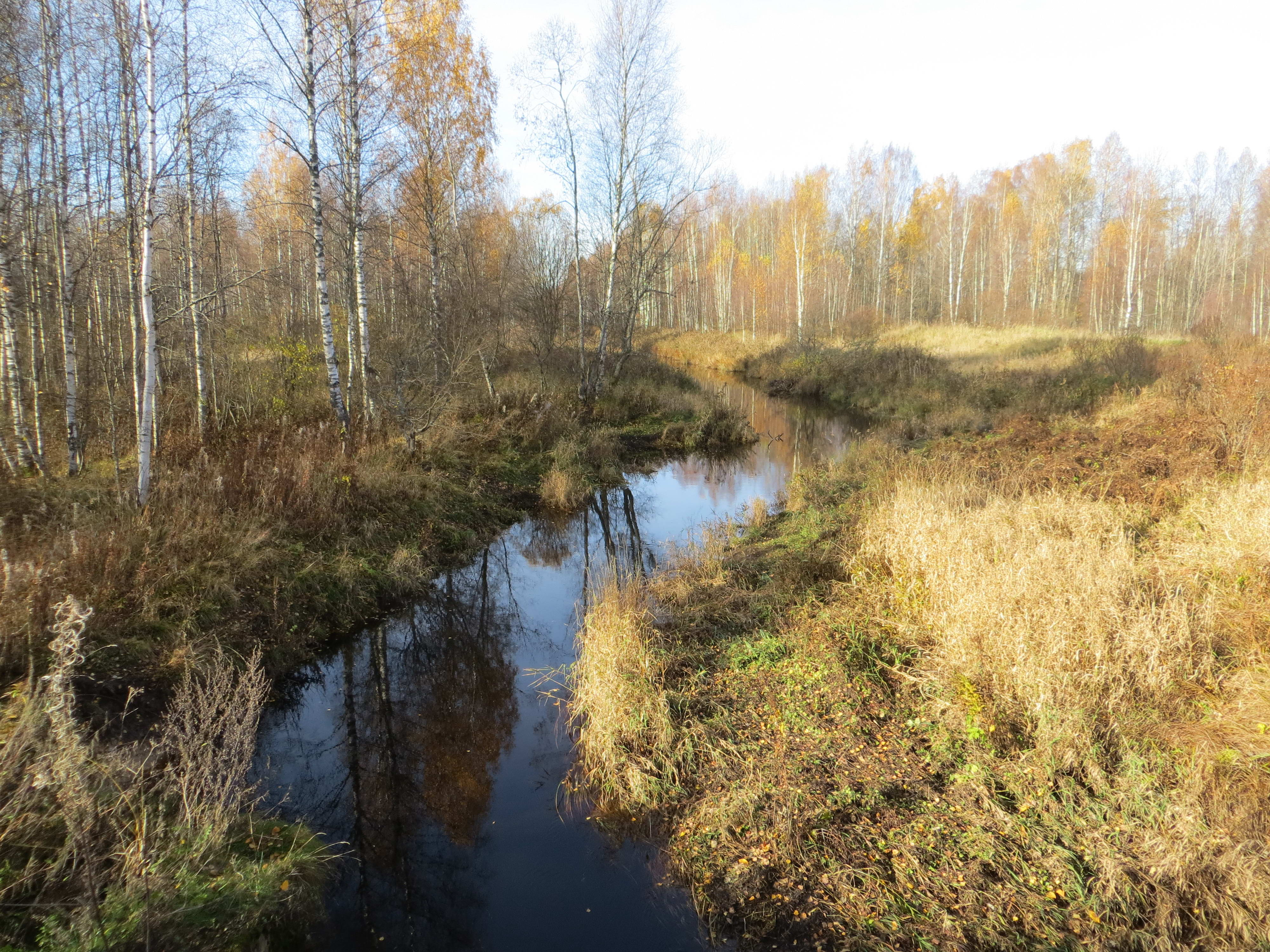
Река Лепсари, вид на северо-запад с моста на Ржевском артиллерийском полигоне

Река начинается в болотах на Ржевском ариллерийском полигоне, к западу от посёлка Рахья и к северу от посёлка Корнево. Течёт на северо-восток по торфоразработкам.
Притоки:
- Вехкоя — левый
- Мустаоя — левый
- Чёрная — правый

На левом берегу расположена деревня Лепсари. Нижнее течение реки проходит через Ириновский канал.

## Данные водного реестра
По данным государственного водного реестра России относится к Балтийскому бассейновому округу, водохозяйственный участок реки — Водные объекты бассейна оз. Ладожское без рр. Волхов, Свирь и Сясь, речной подбассейн реки — Нева и реки бассейна Ладожского озера (без подбассейна Свирь и Волхов, российская часть бассейнов). Относится к речному бассейну реки Нева (включая бассейны рек Онежского и Ладожского озера).
Код объекта в государственном водном реестре — 01040300212102000009140.

## Топографическая карта
- Лист карты P-36-133,134 Санкт-Петербург. Масштаб: 1 : 100 000. Указать дату выпуска/состояния местности.